# إتش تي سي ليجند
إتش تي سي ليجند (الأسطورة) (بالإنجليزية: HTC Legend) هو عبارة عن هاتف محمولة صنع من قبل شركة تايوان إتش تى سى وتم عرضه في 16 من فبراير لعام 2010 خلال المؤتمر العالمي للهواتف محموله في برشلونة.

## الوزن
126 جرامًا مع البطارية (أي 4.44 أوقيات)

## سرعة معالجة وحدة التحكم المركزية (CPU)
600 ميجا هرتز

## الطاقة والبطارية
نوع البطارية: بطارية ليثيوم أيون بوليمر أو ليثيوم أيون قابلة للشحن
السعة: 1300 مللي أمبير لكل ساعة

## مدة التحدث
WCDMA: حتى 440 دقيقة
شبكة GSM: حتى 490 دقيقة

## مدة الانتظار
WCDMA: حتى 560 ساعة
شبكة GSM: حتى 440 ساعة

## الكاميرا
كاميرا ألوان بدقة 5 ميجابكسل
ضبط بؤرة تلقائي وفلاش تلقائي
التقاط صور بعرض الشاشة
وضع علامات جغرافية

## الموصلات
مقبس صوت استريو 3.5 ملم
منفذ USB صغير قياسي
(منفذ USB 2.0 صغير ذو 5 سنون)